# Цар Симеон (картина)
„Цар Симеон“ е може би най-популярната картина на българския художник проф. Димитър Гюдженов.

## История
Нарисувана е през 1927 г. с маслени бои и представлява портрет на българския цар Симеон I – владетеля, при когото България достига своята най-голяма културна, политическа и военна мощ в средновековната си история.
Картината е изложена в Гербовата зала на Президентството на Република България и често се използва като илюстрация към учебници и енциклопедии с историческа тематика заедно с други картини на Гюдженов.
По повод 1080-ата годишнина от смъртта на цар Симеон I в старата българска столица Велики Преслав е открит паметник през 2007 г. Той представлява гранитна плоча с изображение на цар Симеон по едноименната картина на Д. Гюдженов.

## Достоверност
Картината е нарисувана много коректно спрямо историческата достоверност по отношение на облеклото и украшенията на българския цар. Основен консултант при рисуването на картината е големият български медиавист професор Васил Златарски, на когото Гюдженов подарява скицата на картината.
Повече от 20 години след смъртта на художника археолозите от Националния археологически институт с музей на БАН намират в Плиска оловни печати с изображение на раннобългарски владетел от езическата епоха, с корона на главата и огърлица на гърдите. Нещо повече – знаците и символите върху короната и огърлицата могат да се определят – трилистници на короната, слънца и месечинки по огърлицата, точно както в картината на Гюдженов.